# Dystrykt Bia
Dystrykt Bia jest jednym z trzynastu dystryktów w Regionie Zachodnim Ghany powstał w wyniku podziału dystryktu Juabeso-Bia w ramach reformy administracyjnej w roku 2004. Stolicą dystryktu jest Essam.
Dystrykt graniczy z dystryktami Regionu Brong-Ahafo od północy Dormaa i od wschodu Asunafo North, oraz na południu z dystryktem Juabeso (Juaboso), a od południowego zachodu z Wybrzeżem Kości Słoniowej.